# Małga
Małga (niem. Malga) – jedna z najstarszych, a także jedna z największych nieistniejących wsi mazurskich w Polsce położona w województwie warmińsko-mazurskim, w powiecie szczycieńskim, w gminie Jedwabno.
Wieś położona była w południowej części województwa warmińsko-mazurskiego, nad rzeką Omulwią, w pobliżu granicy z powiatem nidzickim.

## Historia[1][2][3]
Historia wsi rozpoczęła się prawdopodobnie jeszcze w czasach przed krzyżackich. Wieś istniała już w 1343 roku, jej nazwa pochodzi od pruskiego słowa Malien, którym Prusowie określali rzekę Omulew. Mieszkańcy Małgi, z początku zajmowali się pozyskiwaniem i przetwarzaniem występujących na tych terenach rud żelaza. Małga była znacznym ośrodkiem pozyskiwania i przetopu rudy darniowej. 25 czerwca 1403 roku na zamku w Nidzicy komtur ostródzki Hans von Schönfeld wystawił przywilej dla mistrza hutniczego Eckarta, zezwalający mu na prowadzenie tam kuźnicy. Rudę darniową w Małdze wytapiano do około 1800 roku. 16 sierpnia 1450 roku mieszkańcy Małgi złożyli hołd nowowybranemu wielkiemu mistrzowi Ludwigowi von Erlichshausenowi. Kościół w Małdze powstał przed 1579 rokiem. Jego fundatorem był mistrz hutniczy Jorgo oraz karczmarz Gregor. Był on filią parafii w Jedwabnie. W 1637 roku zawieszono tu pierwszy dzwon, drugi dodano w 1729 roku. W 1900 roku rozpoczęto budowę nowego kościoła, który stanął w miejscu starego. Budowę zakończono w 1902 r. W okresie międzywojennym ustawiono przed kościołem pomnik poświęcony mieszkańcom parafii poległym w trakcie I wojny światowej. 
W 1579 roku Małga obejmowała 12 łanów. 13 czerwca 1618 roku Conrad Burken otrzymał przywilej na połów ryb na Małdzkim Stawie i Jeziorze Karasiowym, a w 1717 roku Małgę określono w dokumencie katastralnym jako wieś szkatułową i rybacką. Niestety, w późniejszym okresie ich działalność wyparło żelazo napływające do kraju ze Szwecji. Ludność rozpoczęła więc pracę na roli, choć w okolicach nie brakowało też osób zajmujących się rybołówstwem, bartnictwem czy smolarstwem. W XVIII wieku ta niewielka z początku wieś skupiała największą liczbę mieszkańców w całym powiecie. Mieszkańcy Małgi posiadali żelazną kuźnicę, szkołę, karczmę i kościół. 25 marca 1807 roku pod Małgą miała miejsce poważna potyczka. Wchodzące w skład Korpusu Obserwacyjnego generała Józefa Zajączka oddziały 8 Pułku Piechoty, dowodzone przez (znanego poetę i pisarza) Cypriana Godebskiego zaatakowane zostały przez generała Bazylego Iłowajskiego. W 1807 roku żołnierze z dywizji generała Zajączka uczynili z kościoła stajnię dla koni a kościelnych ławek używali jako opału. W tym samym czasie Kot zaatakowany został przez pułkownika Karpowa. Zanim nadciągnął z Wałów z odsieczą, kierujący się odgłosami walki, generał Fiszer, Rosjanie rozbili 1 Pułk Kawalerii Narodowej i wzięli do niewoli podpułkownika Ferdynanda Ignacego Stokowskiego. W 1741 roku rozpoczęto budowę szkoły kościelnej. W 1844 roku uczęszczało do niej aż 102 dzieci. Później ich liczba spadała. W okresie międzywojennym była to szkoła dwuklasowa. W 1818 roku Małga liczyła 61 domów i 163 mieszkańców. W 1910 roku było tu 496 mieszkańców. W 1939 roku w Małdze były 92 domy oraz 481 mieszkańców. Jeszcze przed rozpoczęciem II wojny światowej miejscowość stała się siedzibą urzędu obwodu administracyjnego, obejmującą, oprócz Małgi, wsie Dębowiec i Rekownica. Początkowo wojna w okolicach miejscowości przebiegała dosyć „łagodnie”. W listopadzie 1944 roku część mieszkańców zaczęła wyjeżdżać. Wyjeżdżali ci, którzy nie mieli nic lub nie chciała zostawiać dobytku ani rodzinnych okolic. Część mieszkańców schroniła się wcześniej do mieszkających na kolonii za Omulwią, na lewo od drogi do Szuci (Schuttschen), Stummów. Dnia 20 stycznia 1945 roku w Małdze pojawiły się radzieckie wojska, siejąc we wsi spustoszenie. Wielu mieszkańców straciło życie w spotkaniu z Armią Czerwoną. Rosjanie zabijali każdego napotkanego człowieka. Jeden z gospodarzy, Friedrich Brenda przewoził swój dobytek do wyżej wspomnianych Stummów. Podczas jednego z kursów furmanką nie dojechał już do celu. Ocaleni zdołali znaleźć na czas schronienie w odludnej części Małgi, sąsiednich wsiach lub uciec. Z mieszkańców Małgi uratowali się ci, którzy schronili się w tzw. Małej Małdze. Część Małgi położonej między drogami do Wałów i Kota lub w sąsiednich wioskach, bądź wcześniej wyjechali. Ludzie ukryci w Małej Małdze wyszli z kryjówek dopiero na początku lutego 1945 roku. Połowa zabudowań była zniszczona bądź spalona. Wszędzie leżały ludzkie ciała. W 1947 roku we wsi pojawili się Ukraińcy przesiedleni w ramach akcji „Wisła”. Między nowo przybyłymi a dawnymi mieszkańcami Małgi utworzyła się nić porozumienia. Nie trwało to jednak długo, bowiem już na początku lat 50. ubiegłego wieku, kiedy ludność wciąż starała uporać się z widmem przeszłości i poukładać sobie życie na nowo. Bezsilni i wyczerpani niedawnymi działaniami wojennymi ludzie musieli opuścić swoje domostwa na zawsze. To, co dawało poczucie bezpieczeństwa i nadzieję na lepszą przyszłość, znów zostało im odebrane. W 1954 roku powstał poligon, wieś Małga została zburzona. Wojsko opuściło wieś dopiero 30 lat temu, w 1993 roku. Wysuszona i zniszczona ziemia nie nadawała się do zamieszkania. Natura odżyła w tym miejscu dopiero po utworzeniu rezerwatu przyrody, obejmującego około 150 hektarów powierzchni. O istnieniu Małgi przypomina zwiedzającym jedynie kościelna wieża, która jest jedyną pozostałością po tętniących niegdyś życiem, wcześniejszych zabudowaniach.